# آلا شیشکینا
آلا شیشکینا (انگلیسی: Alla Shishkina؛ زادهٔ ۲ اوت ۱۹۸۹) شناگر شنای موزون اهل روسیه است.
وی همچنین برندهٔ جوایزی همچون نشان دوستی شده‌است.
وی در مسابقات کشوری و بین‌المللی در مجموع برندهٔ ۲۱ مدال طلا شده‌است.